# Stor-Lappsjön (Burträsks socken, Västerbotten, 715654-173273)
Stor-Lappsjön är en sjö i Skellefteå kommun i Västerbotten och ingår i Bureälvens huvudavrinningsområde. Sjön har en area på 0,591 kvadratkilometer och ligger 152,1 meter över havet. Sjön avvattnas av vattendraget Kvarnrisbäcken.

## Delavrinningsområde
Stor-Lappsjön ingår i det delavrinningsområde (715656-173113) som SMHI kallar för Utloppet av Stor-Lappsjön. Medelhöjden är 176 meter över havet och ytan är 12,75 kvadratkilometer. Det finns inga avrinningsområden uppströms utan avrinningsområdet är högsta punkten. Kvarnrisbäcken som avvattnar avrinningsområdet har biflödesordning 2, vilket innebär att vattnet flödar genom totalt 2 vattendrag innan det når havet efter 58 kilometer. Avrinningsområdet består mestadels av skog (54 procent) och sankmarker (16 procent). Avrinningsområdet har 0,59 kvadratkilometer vattenytor vilket ger det en sjöprocent på 25,6 procent.